# AZD1222
AZD1222, ook bekend als het vaccin van Oxford–AstraZeneca, Covishield, of ChAdOx1 nCoV-19, is een COVID-19-vaccin ontwikkeld door de Universiteit van Oxford en het Brits-Zweedse AstraZeneca. Het vaccin staat geregistreerd bij het EMA onder de merknaam Vaxzevria®. Net zoals het Russische Spoetnik V-vaccin is het een virale-vectorvaccin: het bevat genetisch gemodificeerd DNA dat in een DNA-virus, in casu het gewijzigd chimpansee-adenovirus ChAdOx1 werd geplaatst. Dit virus wordt gebruikt als de virale vector.
Het wordt toegediend met een intramusculaire prik. Een van de testen gaf 90 % efficiëntie indien een halve dosis gevolgd werd door een volledige dosis na één maand. Dat men best eerst een halve dosis toedient, werd slechts per ongeluk ontdekt. Over de efficiëntie bij 65-plussers bestond eind januari 2021 nog onduidelijkheid.
In december 2020 onderging het vaccin fase III-testen.
Op 30 december 2020 werd het vaccin goedgekeurd voor gebruik in het Verenigd Koninkrijk en het werd voor het eerst toegediend op 4 januari 2021. Het EMA keurde het vaccin goed op 29 januari 2021. Het wordt geleverd in een flacon met 8 of 10 doses die bij 2 tot 8 °C moeten worden bewaard. Het vaccin moet twee keer worden toegediend met een tussentijd van 4 tot 12 weken.

## Productie
In het Verenigd Koninkrijk wordt het vaccin geproduceerd in Oxford, Keele en Wrexham. De productie in de EU gebeurt in loonproductie bij de firma Thermo Fisher, tot januari 2021 Novasep, te Seneffe, België. In januari 2021 bleek er vertraging in de opstart van de productie. Sinds december 2020 wordt het vaccin geproduceerd door Halix in Leiden. Sinds 26 maart 2021 heeft het bedrijf de goedkeuring om het vaccin ook te produceren voor de EU.

## Bijwerkingen
Nederland stopte op 2 april 2021 voorlopig met het vaccineren van mensen onder de 60 jaar met het AZD1222-vaccin nadat een vrouw die het vaccin had gekregen overleed aan een ernstige complicatie, en bij anderen trombose was vastgesteld 5-24 dagen na hun vaccinatie. Het gaat in Nederland om in totaal acht geregistreerde gevallen (op ongeveer 400.000 gevaccineerden in totaal). De totale aantallen zijn echter lastig in te schatten, omdat in tegenstelling tot reguliere vaccins die een of meerdere decennia worden getest voor deze vaccins veel minder data beschikbaar is.
In België bevestigde het Federaal Agentschap voor Geneesmiddelen en Gezondheidsproducten in mei 2021 dat er twee overlijdens bevestigd werden waar het oorzakelijk verband met het vaccin Vaxzevria van AstraZeneca waarschijnlijk wordt geacht, waarna de bijsluiter werd aangepast. Het ging daarbij om twee vrouwen, een veertiger en een vijftiger. Een persoon bezweek aan de gevolgen van capillair leksyndroom, de andere ten gevolge van  immuuntrombocytopenie.

### Maatregelen per land
Duitsland besloot al eerder te stoppen met de toediening van het vaccin aan mensen onder de 60 jaar.
Op 15 maart 2021 stopte Nederland tijdelijk met toediening van het vaccin vanwege mogelijke bijwerkingen. Dit was toen naar aanleiding van een advies van medicijnautoriteit CBG na enkele meldingen van bijwerkingen in het buitenland.
De Belgische ministers van Volksgezondheid beslisten op 7 april om een maand lang het vaccin te beperken tot personen van 56 jaar of ouder.
Denemarken heeft op 14 april, na het pauzeren van het vaccin op 11 maart, besloten definitief te stoppen met het gebruik van dit vaccin. Voor de tweede dosis voor de reeds gevaccineerden zal een ander vaccin gebruikt worden.

## Vaccin en virusvarianten
In Zuid-Afrika domineert de Zuid-Afrikaanse variant van het virus. Zuid-Afrika heeft de inentingen met het AZD1222-vaccin op 7 februari 2021 tijdelijk stopgezet, tot studies aantonen dat het vaccin nog steeds effectief genoeg is. Een kleine studie heeft, zonder peer review, een indicatie gegeven dat het vaccin niet effectief is tegen deze variant.